# Бутко Богдан Євгенович
Богда́н Євге́нович Бутко́ (нар. 13 січня 1991, Донецьк, УРСР, СРСР) — український футболіст, захисник одеського «Чорноморця». Колишній гравець збірної України.

## Клубна кар'єра

### Шахтар

#### Шахтар-3
Вихованець дитячої футбольної академії донецького «Шахтаря». У дитячо-юнацькій футбольній лізі провів за «Шахтар» 79 матчів, забив 19 голів.
3 квітня 2008 дебютував у складі команди «Шахтар-3» в іграх другої ліги чемпіонату України у матчі проти луганського «Комунальника» (перемога 2:1). Всього в сезоні 2007—2008 у другій лізі провів 6 матчів, відзначився одним забитим голом.
25 квітня 2008 — дебют за «Шахтар» у турнірі дублерів української першості в матчі проти дублерів львівських «Карпат» (нічия 2:2). Станом на кінець сезону 2009—2010 усього за дубль «Шахтаря» провів 50 ігор.

#### Оренда до «Волині»

##### Сезон 2010—2011
На початку сезону 2010—2011 приєднався на умовах оренди до складу луцької «Волині», яка саме повернулася до елітного дивізіону чемпіонату України. Відразу ж після переходу до нового клубу дебютував в іграх Прем'єр-ліги України, вийшовши на заміну в матчі «Волині» проти дніпропетровського «Дніпра» 18 липня 2010 року (поразка 0:2).

#### Оренда до «Іллічівеця»

##### Сезон 2011—2012
Після сезону, проведеного у «Волині», повернувся до «Шахтаря», з яким уклав новий п'ятирічний контракт, однак відразу ж був відданий знову у оренду, цього разу до маріупольського «Іллічівця». Дебютував у матчі проти львівських «Карпат». У наступному матчі проти київського Арсеналу, отримав жовту картку. У матчі 13 туру проти «Олександрії» забив дебютний м'яч на 93 хвилині. А у наступному матчі отримав другу жовту картку. Завершив сезон матчем проти того самого олександрійського клубу.

##### Сезон 2012—2013
Розпочав сезон матчем проти «Металіста». А у наступному матчі проти «Карпат», забив гол. Віддав 3 гольові передачі в матчі з дніпродзержинською «Сталью». У 15 і 16 турах отримував по одній жовті картці. У передостанньому матчі, проти луганської «Зорі», віддав гольову передачу. А останній матч зіграв з «Дніпром». У ньому маріупольці програли з рахунком 7:0.

##### Сезон 2013—2014
Почав сезон матчем 2 туру проти «Дніпра». У кінці матчу з «Зорею», отримав червону картку. Увесь сезон нічим не відзначався. Провів останній матч проти «Таврії». Зіграв 22000 хвилин. Постійно виходив з перших хвилин матчу.

##### Сезон 2014—2015 (перша частина)
Почав сезон матчем проти «Волині». У чемпіонаті зіграв 720 хвилин. Виходив у кожному матчі з найпершої хвилини. У кубку зіграв одну гру від початку до кінця. У останньому матчі, проти «Олімпіка» відзначився гольовою передачею. Після цього Бутко покинув клуб.

#### Оренда до «Амкару»

##### Сезон 2014—2015 (друга частина)
23 лютого 2015 року перейшов в оренду до російського клубу «Амкар» (Перм).
Оренда до «Леху»
Сезон 2019-20
У лютому 2020 року на правах оренди перейшов до польського клубу «Лех» (Познань).

## Виступи за збірні
Запрошувався у збірні України різних вікових категорій, дебют у футболці збірної — 14 листопада 2006 року у матчі збірної України U-16 проти однолітків з Нідерландів (нічия 0:0).
У складі збірної України U19 — чемпіон Європи 2009 року. В рамках фінальної частини чемпіонату, що проходила в Донецьку і Маріуполі, виходив на поле у двох з п'яти матчів української збірної (обидва — на груповій стадії змагань).
11 серпня 2010 року дебютував в іграх за молодіжну збірну України матчем проти чорногорських однолітків. У складі української «молодіжки» був учасником фінального етапу молодіжного чемпіонату Європи 2011 року, в рамках якого взяв участь в усіх трьох іграх команди на турнірі.
У серпні 2011 року був викликаний до складу національної збірної України для вересневих товариських ігор проти збірних Уругваю та Чехії. В обох матчах виходив на поле у стартовому складі команди і повністю відіграв обидві гри.
Всього за збірну України зіграв 33 матчі.

## Досягнення
Збірна U-19
- Чемпіон Європи серед юнаків (U-19) 2009 року

«Шахтар»
- Чемпіон України: 2016-17
- Володар кубка України: 2016-17